# Otto Sayn

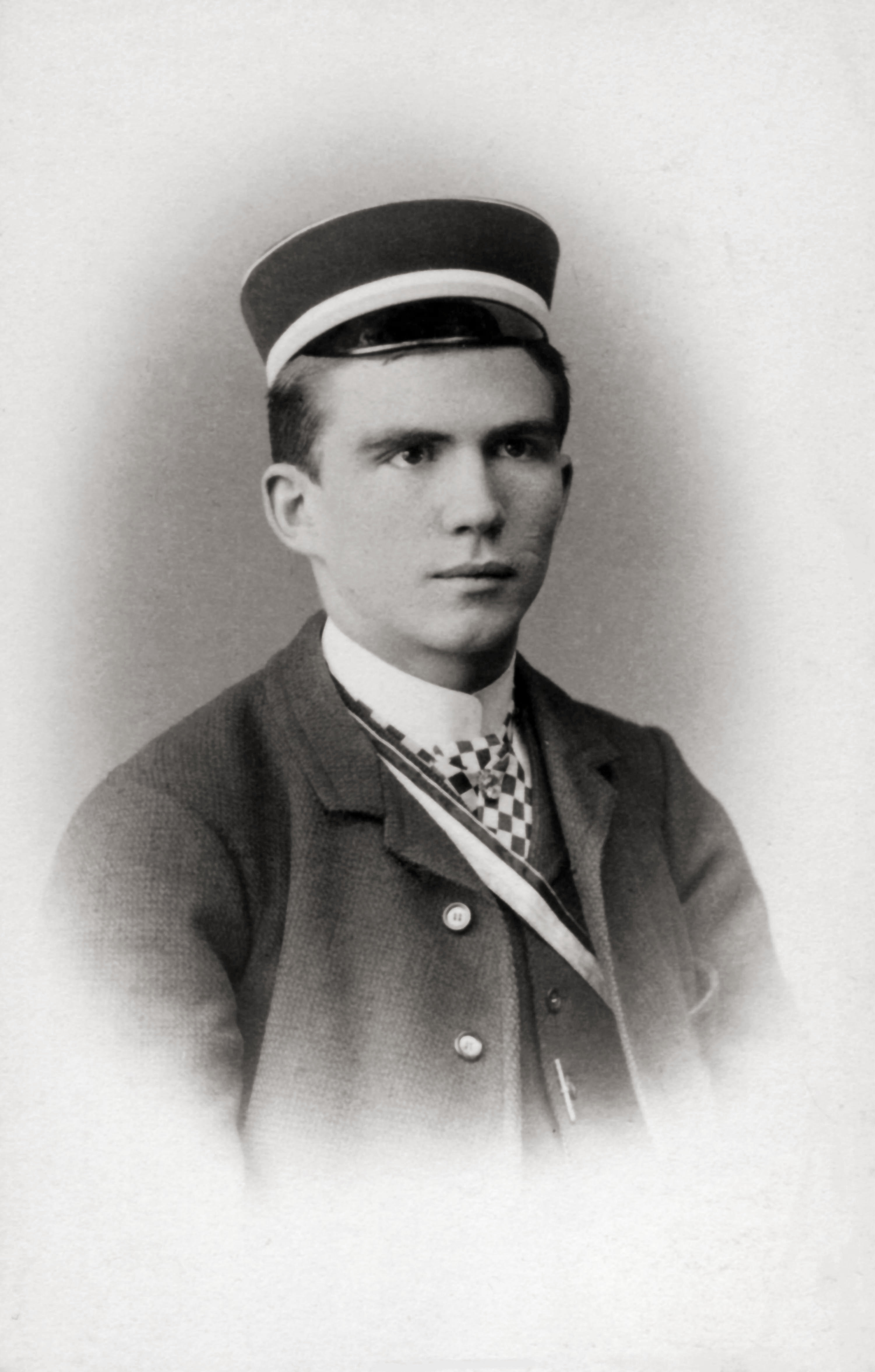
Otto Sayn

Otto Sayn (* 23. August 1866 in Hachenburg; † 22. März 1935 in Berlin) war ein deutscher Reichsgerichtsrat.

## Leben
Sayn studierte an der Ludwig-Maximilians-Universität Rechtswissenschaft. 1885 wurde er im Corps Suevia München recipiert. Als Inaktiver wechselte er an die Friedrich-Wilhelms-Universität zu Berlin und die Rheinische Friedrich-Wilhelms-Universität Bonn. Als Einjährig-Freiwilliger diente er dort im Königin Augusta Garde-Grenadier-Regiment Nr. 4 der Preußischen Armee. 1888 wurde er auf den Landesherrn vereidigt. 1897 heiratete er  Marie Krausser. Der Ehe entspross eine Tochter und der Sohn Günther, der in den 1930er Jahren als Regierungsrat im Reichswirtschaftsministerium tätig war. 1900 kam Sayn als Amtsrichter an das Amtsgericht Höchst. Er wurde 1907 zum Amtsgerichtsrat ernannt. Im selben Jahr zum Oberlandesgerichtsrat befördert, wurde er 1908, zunächst als Hilfsrichter, an das Oberlandesgericht Frankfurt am Main versetzt.
Bei Ausbruch des Ersten Weltkriegs meldete er sich 1914 mit 48 Jahren als Freiwilliger und kam im Mai 1915 als Hauptmann der Gardelandwehr sowie Kommandeur eines Bataillons an die Ostfront. In vorderster Linie machte er den deutschen Durchbruch bei Łódź mit und wurde mit beiden Klassen des Eisernen Kreuzes ausgezeichnet.
Später wurde er beim Oberbefehlshaber Ost Leiter der Zentralpolizeistelle und erhielt 1916 den Charakter eines Geheimen Justizrates. Im März 1920 kam er an das Reichsgericht. Er war im IV. Zivilsenat, VI. und V. Strafsenat tätig. Er trat aus gesundheitlichen Gründen 1932 in den Ruhestand und lebte bis zu seinem Tode in Berlin.
In seinem Nachruf auf Sayn schrieb Johannes Müller im September 1935 in Unterwössen:

„Von berufener Seite erfahre ich, daß Sayn ein besonderer Kenner und Spezialist des „Nassauischen Privatrechts“, des vor 1900 geltenden Landrechts seiner Heimat, war. Seit langem galt er allgemein als der einzige Fachmann auf diesem schwierigen und verzweigten Gebiete und wurde in zahlreichen Fällen, in denen das frühere Recht noch von Bedeutung war, von Gerichten und Rechtsanwälten um sein Gutachten gebeten. ... Als Reichsgerichtsrat hat Sayn ferner an dem von den Mitgliedern des Reichsgerichts herausgegebenen und in der Praxis stets besonders geschätzten Kommentars der Reichsgerichtsräte zum Bürgerlichen Gesetzbuch mitgearbeitet. Er bearbeitete Teile des Allgemeinen Teils und wesentliche Teile des Familienrechts (eheliches Güterrecht und Verwandtschaft). Die letzten Korrekturen zur neuesten 8. Auflage hat er noch wenige Monate vor seinem Tode vorgenommen. In den Besprechungen dieser Veröffentlichungen wurden stets die tiefgründige und erschöpfende Erfassung der Probleme und die kristallklare Darstellung besonders hervorgehoben. Otto Sayn‘s und mein Lebensweg haben sich seit der Aktivität zu meinem großen Bedauern nur selten gekreuzt, es gab nur kurze Besprechungen auf Stiftungsfesten. Aber 1922 hatte ich das Glück, Sayn auch in seiner Häuslichkeit kennenzulernen. Als ich mich rüstete die 100-Jahrfeier der Gesellschaft Deutscher Naturforscher und Ärzte in Leipzig zusammen mit meinem Sohn und Corpsbruder Hans Karl zu besuchen, traf mich eine freundliche Einladung Sayn‘s während der Dauer der Tagung Gast seines Hauses zu sein. Zu jener Zeit der Geldknappheit und Nahrungsmittelnot bedeutete solche Einladung die wahre corpsbrüderliche Opferfreudigkeit. Stets denke ich gern und dankbar an diese schönen Stunden zurück, in denen sich das reiche, liebenswürdige Wesen Sayn‘s mir wieder offenbarte. Otto Sayn war ein edler Mann, ein begeisterter Deutscher, ein hervorragender Jurist; er zählte zu Suevias besten Söhnen. Ehre seinem Andenken!“

## Schriften
- Die Leibzucht des überlebenden Ehegatten nach den Rechten des vormaligen Justizsenats Ehrenbreitstein und dem Recht des vormaligen Herzogtums Nassau. Neuwied Berlin 1898 (MPIER-Digitalisat).
- mit Hermann Düssell: Rechtskarte des Oberlandesgerichtsbezirks Frankfurt a. M. (mit Ausschluss der Hohenzollernschen Lande). Wiesbaden 1902.
- Das nassauische Privatrecht in seiner Geltung seit dem 1. Januar 1900. Wiesbaden 1915.